# Дімітріос Тофалос
Дімітріос Тофалос (грец. Δημήτριος Τόφαλος; нар. 14 квітня 1884, Патри, Греція — пом. 15 листопада 1966 Патри) — грецький важкоатлет, багаторазовий чемпіон Греції, чемпіон Олімпійських ігор, дворазовий рекордсмен світу, чиє ім'я в першій половині XX століття увійшло до грецької мови як синонім огрядного/сильного чоловіка (τόφαλος).

## Життєпис
Дімітріос Тофалос народився в місті Патри в 1884 році. Був старшим з трьох дітей в родині торговця виноградом У школі вчився не надто успішно, але дужого й міцного хлопчика полюбляли вчителі за його добрий характер. У 16-річному віці кремезний підліток важив уже 102 кг. 1899 року Тофалос вступив до заснованого 1891 року спортивного клубу Панахаїкі (Пан-ахейський — Παναχαϊκή) й одразу ж підняв вагу 94 кг.
Незважаючи на свій фізичний недолік (одна рука була менше іншої, що було результатом нещасного випадку, що стався з ним у віці 12 років), Дімітріос Тофалос здобув величезну кількість перемог у важкій атлетиці і став знаменитим у Греції та за її межами. В 1901 році, на чемпіонаті Греції, він став срібним призером. Згодом Тофалос став багаторазовим чемпіоном Греції. 1904 року він встановив світовий рекорд. У загальній складності, у важкій атлетиці, він завоював 140 призів.

## На Позачерговій Олімпіаді

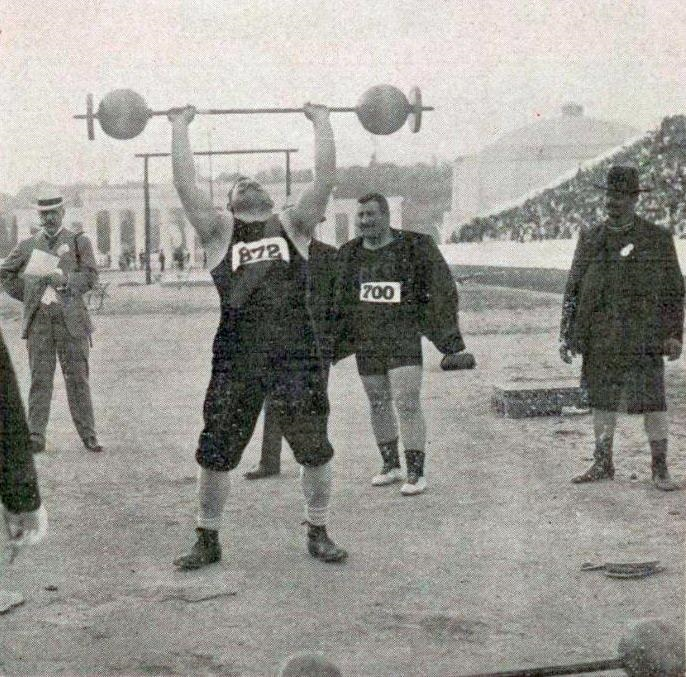
Дімітріос Тофалос (№ 700) переможець Олімпіади 1906 року, стоїть за срібним призером австрійцем Йозефом Штайнбахом (№ 872).

У 1904 році грецькі вболівальники Тофалоса зібрали гроші, щоб забезпечити йому поїздку на Літні Олімпійські ігри 1904 року до американського Сент-Луїса. Однак ще не покинувши Європу, Тофалос тяжко захворів та опинився в лікарні в Антверпені.
На Позачергових літніх Олімпійських ігор 1906 року в Афінах, Тофалос став золотим призером.
При цьому, піднявши з третьої спроби 142 кг, він побив свій же, встановлений в 1904 році, світовий рекорд.
Після повернення до рідного міста, 6 тисяч його земляків зустрічали Дімітріоса Тофалоса на залізничній станції.
Його світовий рекорд не був побитий до 1914 року.
Однак його олімпійська біографія не мала продовження у зв'язку з обставинами, не залежними від Тофалоса: програма Літніх Олімпійських ігор 1908 року в Лондоні не включала в себе важку атлетику.

## Професійний борець в США
Дімітріос Тофалос виїхав до США. Почалася його кар'єра у вільній боротьбі (кетч).
Примітно, що одночасно почалася його музична кар'єра як тенора.
У вільній боротьбі він завоював в цілому 251 приз.
Знаменним став його поєдинок з чемпіоном світу Френком Готчем.
У ході поєдинку, Готч зламав йому руку, однак Тофалос продовжив поєдинок до завершення.
Слід зазначити, що Тофалос повернувся до Греції в 1912 році після оголошення мобілізації з початком Балканських воєн. Скоріш за все, він був прийнятий в армію і взяв участь у військових діях.
Згодом він став менеджером і тренером, також народженого в Греції, рестлера Джима Лондоса, що став в 1938 році чемпіоном світу у важкій категорії.
Тофалос також був обраний президентом нью-йоркського грецького спортивного клубу Гермес.
Згідно з деякими джерелами, в довоєнні роки, генштаб грецької армії використовував Тофалоса як шпигуна, в його поїздках, особливо до Туреччини та Італії.
У 1952 році, завершивши свою кар'єру і будучи відомим, Дімітріос Тофалосповернувся в рідні Патри, де прожив до кінця свого життя.

## Пам'ять

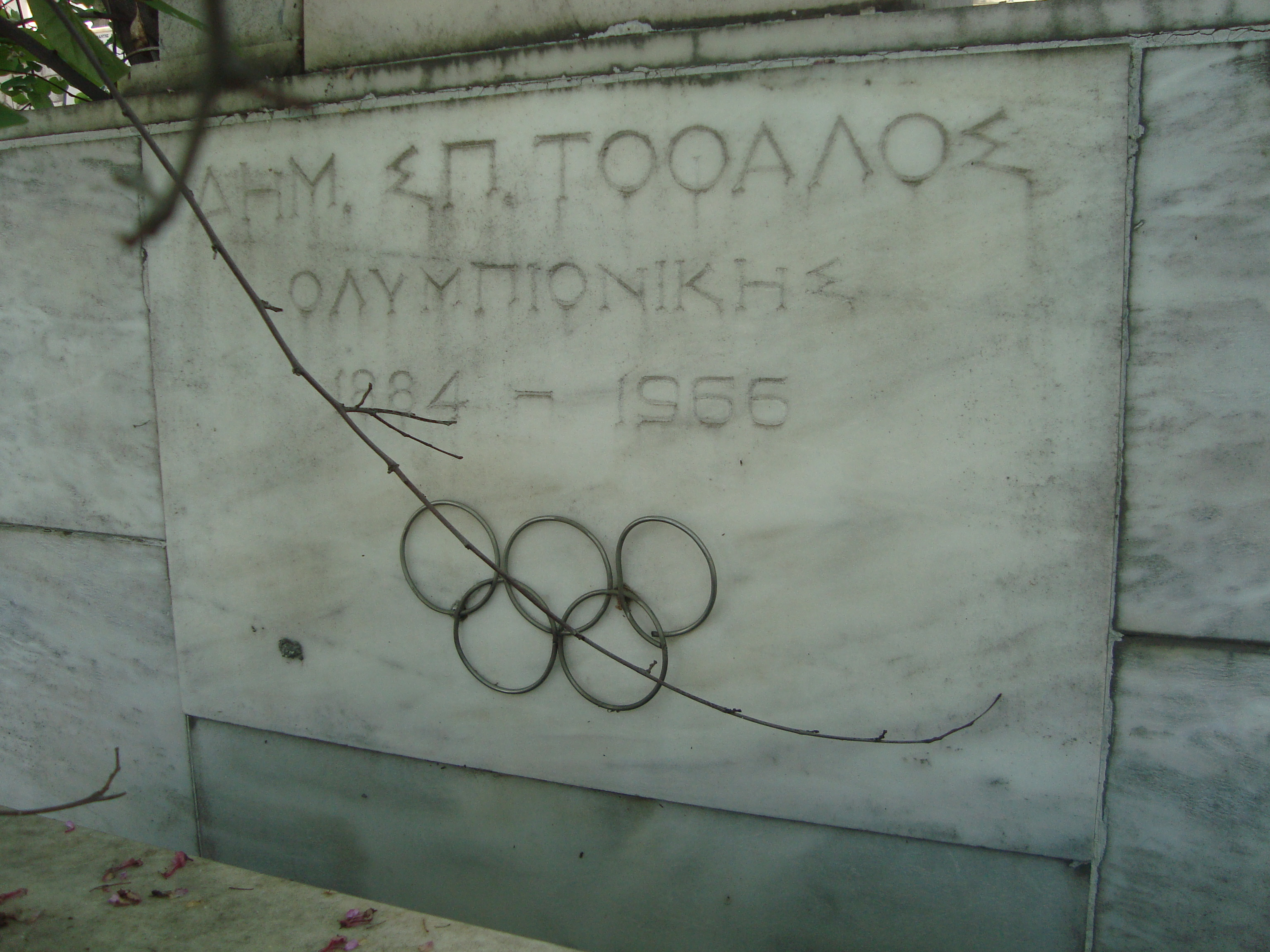
Могила Дімітріса Тофалоса на Першому кладовищі Патр

Муніципалітет Патр назвав ім'ям Тофалоса одну з вулиць міста, а також дав його ім'я критому стадіону у кварталі Бозаїтіка.